# Манцурово (Брянская область)
Манцурово — деревня в Трубчевском районе Брянской области. Входит в состав Юровского сельского поселения.
Находится в 2 км к югу от села Рябчёвск, на правом берегу Десны.
| 2010 | 2013 |
| ---- | ---- |
| 158  | ↘153 |

## История
Упоминается с 1659 года как Мазурова. Другие варианты названия — Манцуровка, Мансуровка. Название деревни сформировалось по фамилии первопоселенца — помещика Мансурова. Является бывшим дворцовым владением. Входила в приход села Рябчёвск. С 1861—1924 гг. относилась к Юровской волости Трубчевского уезда, затем к Плюсковской волости Почепского уезда; с 1929 года относится к Трубчевскому району.
В середине XX века был образован колхоз «Красная искра».